# Heteroponera georgesi
Heteroponera georgesi is een mierensoort uit de onderfamilie van de Heteroponerinae. De wetenschappelijke naam van de soort is voor het eerst geldig gepubliceerd in 1999 door Perrault.